# Detective McLean
Detective McLean (Ties That Bind), è una serie televisiva canadese e statunitense, trasmessa dal 12 agosto al 14 ottobre 2015 su Up TV.
In Italia, la serie è stata trasmessa su Giallo dal 7 marzo al 4 aprile 2016. Il 5 settembre 2015 la rete UP TV ha ufficialmente cancellato la serie dopo la trasmissione della prima stagione di 10 episodi, interrompendo bruscamente la storia contestualmente alla sparizione di uno dei protagonisti.

## Trama
Allison McLean è un'ufficiale con esperienza che equilibra la vita con il suo lavoro, marito Matt e figli adolescenti Jeff e Rachel. La vita di Allison cambia quando arresta e manda in prigione suo fratello Tim, perché si dovrà occupare anche dei nipoti Cameron e Mariah; così Allison e la sua famiglia dovranno adattarsi alla nuova situazione insieme.

## Personaggi e interpreti
- Allison McLean (stagione 1), interpretata da Kelli Williams
Detective di polizia, moglie di Matt McLean, e madre di Jeff e Rachel
- Matt McLean (stagione 1), interpretato da Jonathan Scarfe
Marito di Allison, e padre di Jeff e Rachel
- Devin Stewart (stagione 1), interpretato da Dion Johnstone
Detective di polizia e partner di Allison
- Jeff McLean (stagione 1), interpretato da Mitchell Kummen
Figlio adolescente di Allison e Matt
- Rachel McLean (stagione 1), interpretata da Natasha Calis
Figlia adolescente di Allison e Matt
- Mariah Olson (stagione 1), interpretata da Matreya Scarrwener
Figlia adolescente di Tim e nipote di Allison
- Cameron Olson (stagione 1), interpretato da Rhys Matthew Bond
Figlio adolescente di Tim e nipote di Allison
- Ellen Wilkes (stagione 1), interpretato da Lucia Walters
Tenente di polizia, capo di Allison
- Tim Olson (stagioni 1), interpretato da Luke Perry
Fratello di Allison, e padre di Cameron e Mariah

## Episodi
| Stagione       | Episodi | Prima TV USA | Prima TV Italia |
| -------------- | ------- | ------------ | --------------- |
| Prima stagione | 10      | 2015         | 2016            |